# فرانك فينلاي (ممثل)
فرانك فينلاي (بالإنجليزية: Frank Finlay)‏ (مواليد 6 أغسطس 1926 في لانكشير، إنجلترا - 30 يناير 2016)، هو ممثل إنجليزي كما أنه من الفائزين بجائزة بافتا.

## وصلات خارجية
- فرانك فينلاي على موقع IMDb (الإنجليزية)
- فرانك فينلاي على موقع روتن توميتوز (الإنجليزية)
- فرانك فينلاي على موقع ألو سيني (الفرنسية)
- فرانك فينلاي على موقع أول موفي (الإنجليزية)
- فرانك فينلاي على موقع قاعدة بيانات برودواي على الإنترنت (الإنجليزية)
- فرانك فينلاي على موقع قاعدة بيانات الأفلام السويدية (السويدية)
- فرانك فينلاي على موقع إن إن دي بي (الإنجليزية)
- فرانك فينلاي على موقع قاعدة بيانات الفيلم (الإنجليزية)
- فرانك فينلاي على موقع كينوبويسك (الروسية)

- الموقع الإلكتروني